# Шмидт, Михаэль Игнац
Михаэль Игнац Шмидт (нем. Michael Ignaz Schmidt; 30 января 1736, Арнштайн — 11 ноября 1794, Вена) — немецко-австрийский историк.

## Биография
Учился в гимназии иезуитов в Вюрцбурге, в 1759 г. был рукоположён в священники. С 1766 г. руководил Вюрцбургской семинарией, с 1771 года заведовал библиотекой Вюрцбургского университета, с 1773 г. профессор немецкой истории. В это же время был соредактором первой немецкой католической газеты «Fränkischen Zuschauer».
После издания в 1778 году первого тома его «Истории немцев» (нем. Geschichte der Deutschen) Шмидт был приглашён императрицей Марией Терезией на работу в Вену и занял в 1780 г. пост директора дворцового и государственного архива Австрийской империи, а позднее в том же году, после смерти императрицы, Иосиф II назначил его учителем будущего императора Франца II и членом вновь организованной цензурной комиссии. «История немцев» — главнейший труд Шмидта: при жизни Шмидта вышли первые пять томов «Древней истории немцев» (1778—1785), затем тома 6-11 «Новой истории немцев» (1785—1793). После смерти Шмидта это издание было продолжено Й. Мильбиллером (тома 12-20 в 1795—1808 гг.).
Биографию Шмидта написал Ф. Обертюр.